# Corale Universitaria di Torino
La Corale Universitaria di Torino (CUT) è un coro a voci miste fondato il 16 aprile 1954 su iniziativa di un gruppo di studenti universitari torinesi con l'intento di promuovere la conoscenza del repertorio vocale tra i giovani. Ne è stato primo direttore Roberto Goitre. In sessanta anni di attività la Corale ha costruito un repertorio che spazia dalla musica rinascimentale alle avanguardie mantenendo la sua sede originale nella città di Torino.
La Corale Universitaria di Torino è stata occasionalmente diretta da musicisti italiani e non (da Piacentini a DaCol, Kubelik, Koetsveld).
Dal 1999, la Corale fa parte dell'Associazione Musicale degli Studenti Universitari del Piemonte.
Nel periodo 2000 - 2010 la Corale Universitaria ha bandito tre Concorsi Internazionali per giovani compositori.

## Tournée
- 1989 IX Semana Coral Internacional de Alava, Vitoria, Spagna.
- 1991 VIII Festival Cusiano di Musica Antica, Isola di S. Giulio, Orta
- 2002 Festival International Musique Universitaire, Belfort, Francia
- 2003 Audite Nova - Rassegna Corale Universitaria, Firenze
- 2004 Rassegna “Canamus, amici, canamus: le corali universitarie si incontrano”, Torino (di cui è stata organizzatore, insieme ad ulteriori due rassegne di corali universitarie nel 1989 e nel 1991)
- 2005 Festival di Musica Antica “Nello Stile Italiano”, Genova
- 2011, 2007, 1992 MITO - Settembre Musica, Torino
- 2012 XVIII Europa Cantat, Torino
- 2014 Sessantennale CUT, Torino (di cui è stata organizzatore)

## Concorsi internazionali
La Corale Universitaria di Torino ha partecipato ai seguenti concorsi internazionali.
- 1962 Concorso internazionale "Guido d'Arezzo", Arezzo: premio speciale "miglior coro italiano".
- 1988 Concorso nazionale "Franchino Gaffurio", Quartiano: primo premio assoluto e tre premi dpeciali per migliore interpretazione.
- 1990 Concorso internazionale di musica per i giovani "Città di Stresa", Stresa: secondo posto, categoria cori polifonici.
- 2001 Concorso internazionale di Lugano, Svizzera: secondo posto.
- 2006 International Musical Eisteddfod, Llangollen, Gran Bretagna: terzo posto, categoria Chamber Choirs.

## Attività didattica
La Corale Universitaria di Torino ha promosso ed organizzato corsi di formazione e seminari di musica rivolti a studenti e appassionati di musica. Tra i più recenti:
- 2004 maestro Krijn Koetsveld: La musica contemporanea neerlandese.
- 2006 maestro Paolo daCol: La musica sacra di Gesualdo da Venosa
- 2008 maestro Luigi Marzola: L'oratorio Jephte di  Giacomo Carissimi
- 2009 maestro Dario Tabbia: Il madrigale italiano

## Direttori
Alla guida del gruppo vocale si sono susseguiti:
- 1954 - 1974 maestro Roberto Goitre
- 1975 - 1982 maestro Giovanni Acciai
- 1983 - 1995 maestro Dario Tabbia
- dal 1997 maestro Paolo Zaltron.

## Discografia
- 1962 - L' Amfiparnaso: comedia harmonica a cinque voci (1597) / Orazio Vecchi, accompagnato dalla monografia: L'Amfiparnaso: comedia harmonica a 5 voci di Horatio Vecchi / presentato dalla Corale Universitaria di Torino; pubblicazione a cura di Alberto Basso, Torino, Unione Musicale Studentesca, stampa 1960)
- 1988 - Polifonia sacra del Rinascimento spagnolo
- 1993 - Beata es Virgo Maria, il Rinascimento mariano
- 2004 - Ars Flamandi, scuole polifoniche neerlandesi dal XV al XVII secolo
- 2007 - Carols, la favola del Natale